# À corps défendant

À corps défendant est un moyen métrage de 54 minutes français réalisé par Raphaël Étienne en 2005.

## Fiche technique
- Titre : À corps défendant
- Produit par Sensito Films.
- Soutenu par le CNC, la Région Haute-Normandie et Région Centre (aide à l’écriture)
- Achat Arte

## Distribution
- Cécile Richard
- Frédéric Pierrot
- Remi Désobeau
- Didier Marlay

## Distinctions

### Récompenses
- Prix spécial du jury Festival de Nice 2006[1]
- Prix d’interprétation féminine Festival de Nice 2006[1]

### Sélections festivals
- Festival international du film de Clermont-Ferrand 2005.
- Festival du film court de Nancy « Aye-aye festival » 2005.
- Festival International du film « FilmFest » de Braunschweig (All) 2005.
- Festival « Fenêtres sur courts » de Dijon 2005.
- Festival Tous courts d’Aix-en-Provence 2005.
- Festival « Paris tout court » Panorama Paris 2006.
- Rencontres cinématographiques de Digne-les-Bains 2006.
- Festival international du court-métrage « Un festival c’est trop court » de Nice 2006.
- French Film Festival de Munich (All) 2006.

## Diffusions télévisées
- Arte (France et Allemagne) les 25 et 27 novembre 2005
- Télévisions câblées : Suisse et Belgique